# Milano-Torino 1948
La Milano-Torino 1948, trentaquattresima edizione della corsa, si svolse il 14 marzo 1948 su un percorso di 206 km. La vittoria fu appannaggio dell'italiano Sergio Maggini, che completò il percorso in 5h31'00", precedendo i connazionali Italo De Zan e Luciano Pezzi.

## Ordine d'arrivo (Top 10)
| Pos. | Corridore          | Squadra          | Tempo    |
| ---- | ------------------ | ---------------- | -------- |
| 1    | Sergio Maggini     | Wilier Triestina | 5h31'00" |
| 2    | Italo De Zan       | Atala            | s.t.     |
| 3    | Luciano Pezzi      | Arbos            | s.t.     |
| 4    | Hans Sommer        | Cilo             | s.t.     |
| 5    | Aldo Baito         | Viscontea        | s.t.     |
| 6    | Alfredo Pasotti    | Benotto          | s.t.     |
| 7    | Angelo Fumagalli   | Atala            | s.t.     |
| 8    | Nedo Logli         | Arbos            | a 50"    |
| 9    | Vittorio Seghezzi  | Lygie            | s.t.     |
| 10   | Giovanni Pinarello | Lygie            | s.t.     |